# Atawhai (Nouvelle-Zélande)
Atawhai est une des banlieues de la ville de Nelson, située dans l’Île du Sud de la Nouvelle-Zélande.

## Situation
Elle siège au sud de Nelson et est surtout le siège du Wakapuaka Cemetery (en) un lieu d’enterrement depuis 1861.
Mais C’est aussi une partie de la ligne de côte au niveau de Nelson Haven et un accès à Boulder Bank (en) à partir de la State Highway 6 /S H 6 ,.